# Малка базилика
Малка базилика (на латински: Basilica minor) е титул в Римокатолическата църква за значими базилики, най-вече големи катедрали и поклоннически и исторически важни църкви, който се предоставя с акт на римския папа или от Конгрегацията на богослужението и дисциплината на тайнствата, на която папата делегира съответните правомощия.
По данни към 30 юни 2013 г. 1728 църкви по целия свят имат право да носят титула „малка базилика“. От тях 557 се намират в Италия.
Съвременният статут на малките базилики се урежда с декрета „За титула малка базилика“ (на латински: De Titulo Basilicae minoris), издаден на 9 ноември 1989 г.